# PC Gamer
PC Gamer is een Brits tijdschrift met nieuws en recensies over computerspellen. Het blad wordt maandelijks uitgegeven door Future Publishing en kent meerdere internationale edities, waarvan de Britse en Amerikaanse edities het meest populair zijn.

## Geschiedenis
Het blad verscheen voor het eerst in november 1993 in het Verenigd Koninkrijk. Een jaar later werd de Amerikaanse editie gestart in juni 1994. PC Gamer deelt nieuws, vooruitblikken (previews) en beoordelingen (reviews) van spellen met achtergrondinformatie uit de industrie. Er zijn ook onderwerpen gerelateerd aan hardware, modding en klassieke games.
Het blad verscheen in landen als Australië (van 1998 tot 2004) en Maleisië (tot eind 2011), en verschijnt tot op heden in Rusland, Zweden en Spanje (onder de titel PC Juegos y Jugadores).